# Belapais
Belapais (gr. Αββαείο Μπελαπάις, tur. Bellabayıs ) – wieś na Cyprze, w dystrykcie Kirenia. We wsi znajduje się zrujnowany klasztor augustiański Opactwa Bellapais. Miejscowość została opisana w Bitter Lemons, powieści autorstwa Lawrence'a Durrella. W latach 1996–2005 odbywał się tu festiwal muzyczny.
W wyniku inwazji tureckiej w 1974 obszar, w którym znajduje się miejscowość kontrolowany jest przez nieuznawaną na arenie międzynarodowej, proklamowaną w 1983 Turecką Republikę Cypru Północnego. Republika Cypryjska rości sobie prawa do tych terenów.